# 和歌山県道153号紀和停車場線
和歌山県道153号紀和停車場線（わかやまけんどう153ごう きわていしゃじょうせん）は、和歌山県和歌山市を通る一般県道である。

## 概要
和歌山市中之島から和歌山市坊主丁に至る。
東仲間町交差点から坊主丁交差点までの区間は、通称大新通りの一部となっている。

### 路線データ
- 起点：和歌山市中之島（JR西日本紀勢本線 紀和駅前）
- 終点：和歌山市坊主丁（坊主丁交差点、和歌山県道17号和歌山停車場線交点、和歌山県道135号和歌山海南線起点）
- 実延長：1.223 km

## 歴史
本路線は、道路法（昭和27年法律第180号）第7条の規定に基づき、一般県道として1959年（昭和34年）に和歌山県が第1次認定した路線のひとつである。当初は紀和駅が和歌山駅と称していたが、1968年（昭和43年）に紀和駅への改称に合わせて本路線名も改称された。なお、現在の和歌山駅は、紀和駅改称の1か月後に東和歌山駅から改称している。

### 年表
- 1959年（昭和34年）5月14日 - 和歌山県が一般県道として和歌山停車場線を認定[1]。
- 1968年（昭和43年）2月1日 -  起点の和歌山駅が紀和駅への改称に伴い、和歌山県が紀和停車場線に改称[2]。

## 路線状況

### 通称
- 大新通り

### 道路施設

#### 橋梁
- 伊勢橋（大門川、和歌山市）

## 地理

### 通過する自治体
- 和歌山県
  - 和歌山市

### 交差する道路
| 交差する道路                                                            | 交差する場所  | 交差する場所        |
| ----------------------------------------------------------------------- | ------------- | ------------------- |
| 北大通り                                                                | 東仲間町2丁目 | 東仲間町交差点      |
| 城北通り                                                                | 鈴丸丁        | 鈴丸町交差点        |
| 和歌山県道17号和歌山停車場線 / けやき大通り 和歌山県道135号和歌山海南線 | 坊主丁        | 坊主丁交差点 / 終点 |

### 沿線
- JR西日本紀勢本線 紀和駅
- 大新公園
- 和歌山市立大新小学校